# Sakai
Pour les articles homonymes, voir Sakai (homonymie).
Sakai (堺市, Sakai-shi) est une grande ville de la préfecture d'Osaka au Japon. C'est l'un des ports maritimes les plus grands et les plus importants du Japon depuis l'époque médiévale. Sakai est connue pour ses kofun, des tumulus en forme de trou de serrure datant du Ve siècle. Les kofun de Sakai comprennent la plus grande tombe du monde en termes de superficie, le Daisen Kofun. Autrefois connue pour ses épées, Sakai est désormais réputée pour la qualité de ses couverts. Au 1er janvier 2022, la ville comptait une population estimée à 809 484 habitants, ce qui en fait la quatorzième ville la plus peuplée du Japon (hors Tokyo).

## Géographie
Sakai est située dans la partie sud de la préfecture d'Osaka, sur le littoral de la baie d'Osaka et directement au sud de la ville d'Osaka.

Sakai au sein de la préfecture d'Osaka.

### Climat
Sakai a un climat subtropical humide, caractérisé par des étés chauds et humides, et des hivers frais avec peu ou pas de neige. Il y a en moyenne 1232,9 mm de précipitations par an, juin étant le mois le plus humide. La température moyenne annuelle est de 16,5°C, avec un maximum en août à environ 28,6 °C et un minimum en janvier à environ 5,6 °C.
| Mois                                | jan.  | fév.  | mars  | avril | mai   | juin  | jui.  | août  | sep.  | oct.  | nov.  | déc.  | année   |
| ----------------------------------- | ----- | ----- | ----- | ----- | ----- | ----- | ----- | ----- | ----- | ----- | ----- | ----- | ------- |
| Température minimale moyenne (°C)   | 1,6   | 1,7   | 4,5   | 9,3   | 14,4  | 19,1  | 23,4  | 24,5  | 20,6  | 14,3  | 8,4   | 3,9   | 12,1    |
| Température moyenne (°C)            | 5,6   | 6     | 9,3   | 14,6  | 19,4  | 23,1  | 27,2  | 28,6  | 24,6  | 18,6  | 12,9  | 7,9   | 16,5    |
| Température maximale moyenne (°C)   | 9,6   | 10,5  | 14,3  | 20    | 24,9  | 28,1  | 32    | 33,9  | 29,6  | 23,6  | 17,8  | 12,3  | 21,4    |
| Record de froid (°C)                | −5    | −5,3  | −3,3  | −3,1  | 4,1   | 9,1   | 15,5  | 16,6  | 9,7   | 2,7   | −0,9  | −3,4  | −5,3    |
| Record de chaleur (°C)              | 19,1  | 23,9  | 25,6  | 30,2  | 33    | 36,3  | 37,9  | 39,7  | 36,8  | 32,7  | 27,5  | 25,5  | 39,7    |
| Ensoleillement (h)                  | 138,3 | 138,7 | 173,5 | 194,6 | 206,9 | 160,6 | 190,6 | 228,6 | 160,4 | 163   | 147,5 | 138,7 | 2 041,4 |
| Précipitations (mm)                 | 48,3  | 57,8  | 97,8  | 92,2  | 126,7 | 164,1 | 154,2 | 87,3  | 139   | 139,3 | 74,6  | 51,9  | 1 232,9 |
| Nombre de jours avec précipitations | 6,4   | 6,9   | 9,5   | 9,3   | 9,6   | 11,8  | 10,3  | 6,6   | 10    | 8,9   | 6,8   | 6,6   | 102,6   |

| Diagramme climatique                                  |             |             |           |               |               |             |              |             |               |             |             |
| J                                                     | F           | M           | A         | M             | J             | J           | A            | S           | O             | N           | D           |
| 9,61,648,3                                            | 10,51,757,8 | 14,34,597,8 | 209,392,2 | 24,914,4126,7 | 28,119,1164,1 | 3223,4154,2 | 33,924,587,3 | 29,620,6139 | 23,614,3139,3 | 17,88,474,6 | 12,33,951,9 |
| Moyennes : • Temp. maxi et mini °C • Précipitation mm |             |             |           |               |               |             |              |             |               |             |             |

### Démographie
Selon les données du recensement japonais, la population de la ville est estimée à 805 800 habitants en 2025 pour une superficie de 149,99 km2, soit une densité de 5 397 hab./km2,.

## Toponymie
Le nom de la ville : 堺 (« Sakai »), est un mot-valise réunissant les noms de trois anciennes provinces : Settsu (摂津), Kawachi (河内) et Izumi (和泉), sur lesquelles s'étendait autrefois le territoire de ce lieu.

## Histoire

### Origines
La région qui deviendra plus tard connue sous le nom de Sakai est habitée depuis environ 10 000 av. J.-C. Sakai est réputée pour ses tumulus funéraires en forme de trou de serrure, appelés kofun, datant du Ve siècle. Le plus grand d'entre eux, le Daisen Kofun, est considéré comme la tombe de l'empereur Nintoku et est le plus vaste tombeau du monde en termes de superficie. Durant la période Kofun, entre 300 et 500 apr. J.-C., le kofungun de Mozu  a été édifié, comprenant plus d'une centaine de tumulus funéraires. Le nom « Sakai » apparaît dans la poésie de Fujiwara no Sadayori en 1045. La majeure partie de la ville actuelle se situe dans l'ancienne province d'Izumi ; cependant, les arrondissements de Mihara, Higashi et une partie de Kita appartenaient à l'ancienne province de Kawachi.
Il est reporté que 10 000 maisons auraient été détruites par un incendie en 1399.

### Période féodale
Sakai médiévale était une ville autonome dirigée par une oligarchie marchande. Pendant les périodes Muromachi et Sengoku, entre environ 1450 et 1600, Sakai devint l'une des villes les plus riches du Japon en tant que port du commerce extérieur. Elle était un centre majeur de production textile et de métallurgie. À cette époque, on disait que les villes les plus prospères étaient « Umi no Sakai, Riku no Imai » (traduction : « au bord de la mer, Sakai ; dans les terres, Imai », cette dernière étant aujourd’hui une partie de Kashihara, dans la  préfecture de Nara). Le célèbre moine bouddhiste zen Ikkyū choisit de vivre à Sakai de par son atmosphère libre. Le premier document fiable mentionnant la ville date des années 1480 et contient des avis juridiques publics, ce qui suggère qu’un conseil municipal existait déjà à cette époque. Dans les années 1530, la population de Sakai était d’environ 40 000 habitants, dont la quasi-totalité vivait du commerce. Certains d’entre eux comptaient parmi les personnes les plus riches du Japon. À cette période, la ville était administrée par une oligarchie de marchands influents. Le gouvernement était divisé en dix machi (quartiers) placés sous l’autorité d’un conseil représentatif de riches bourgeois, connu sous le nom d’egōshū,.
Sen no Rikyū, connu comme étant le meilleur maître de cérémonie du thé, était originellement un marchand de Sakai. De par la relation étroite entre la cérémonie du thé et le bouddhisme zen et grâce à la prospérité de ses citoyens, Sakai était l'un des centres principaux de cérémonie du thé au Japon.
Durant l'époque Sengoku, des missionnaires chrétiens, dont François Xavier en 1550, ont visité Sakai et ont documenté sa prosperité. Gaspar Vilela décrit la ville comme l'endroit le plus sûr dans la région quand il a visité en 1561. Il mentionne également que la ville était « gouvernée par des consuls comme Venise en Italie »,,
Après l'arrivée des Européens, Sakai devint une base de fabrication d'armes à feu à mèche et un daimyō, Oda Nobunaga, fut l'un de leurs clients importants. Au cours de sa tentative ambitieuse d'unifier le Japon, Nobunaga a tenté de retirer à Sakai le privilège de l'autonomie. Les citoyens de Sakai ont rejeté son ordre et ont lancé une bataille désespérée contre son armée. La plupart des citoyens ont fui et Sakai a été brûlée et capturée par Nobunaga.
Après l'assassination de Nobunaga en 1582, Toyotomi Hideyoshi s'empare du pouvoir et abolit le système autonome de Sakai, obligeant de nombreux marchands à s'installer dans son fief, aux alentours du château d'Osaka,.

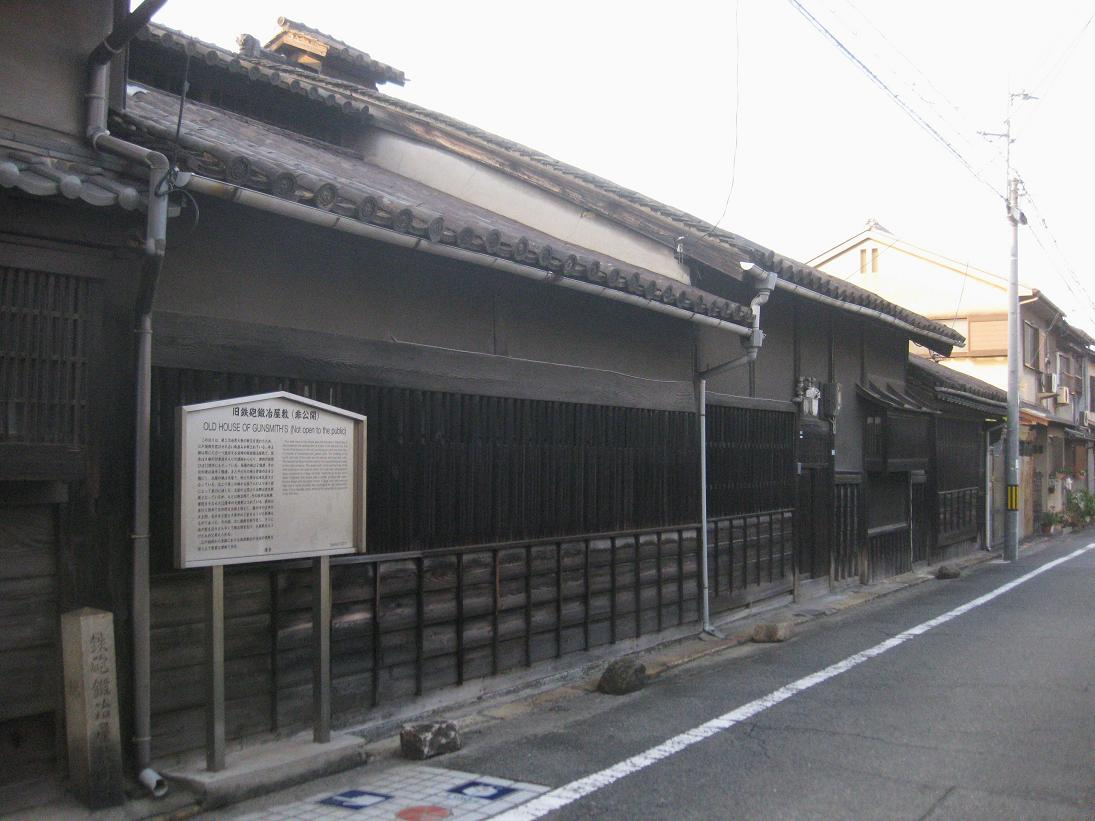
Vieille maison d'armurier à Sakai.
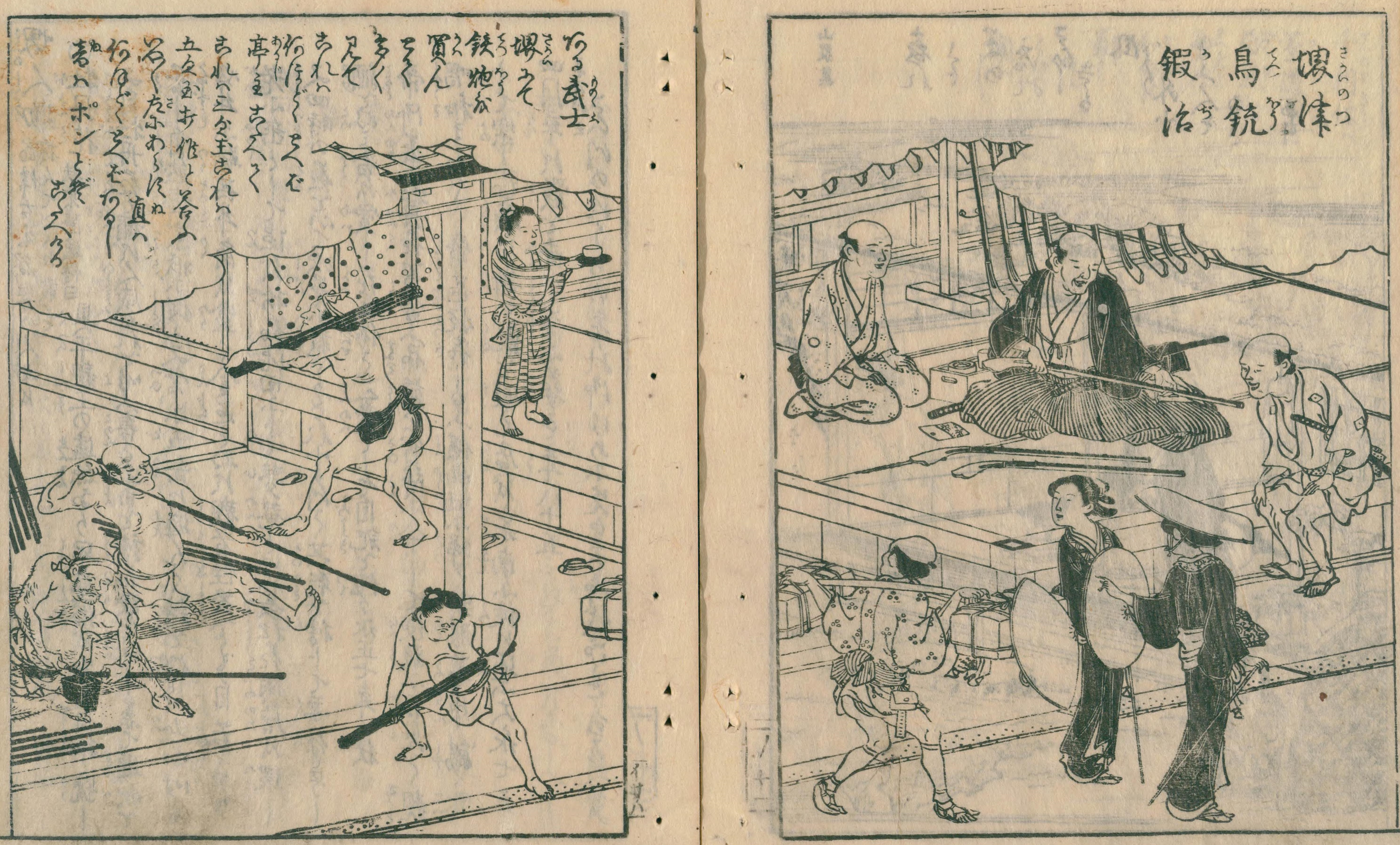
Atelier d'armurier à Sakai.
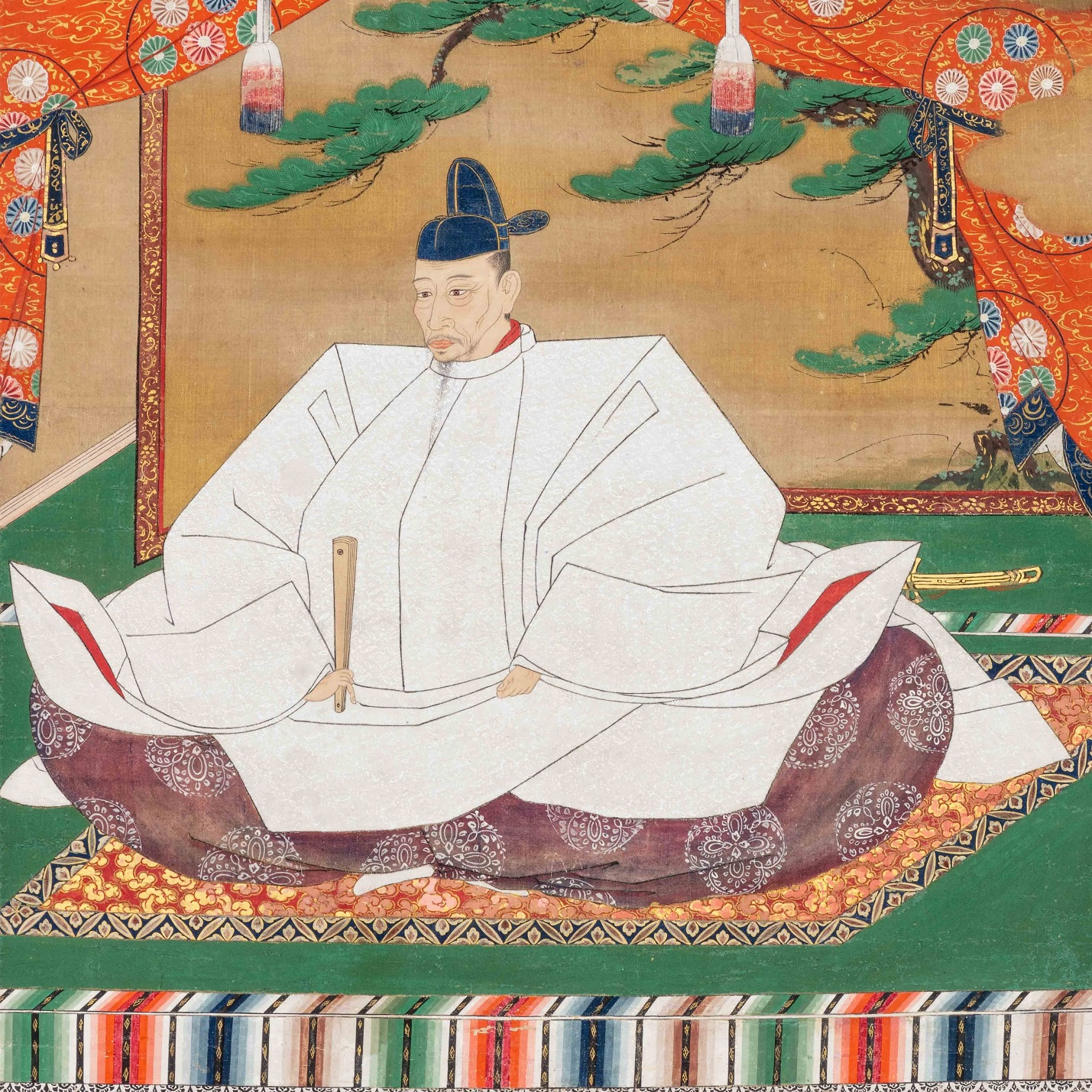
Toyotomi Hideyoshi.

### Époque d'Edo
En 1615, Sakai fut rasée lors de la campagne estivale du siège d'Osaka, une grande bataille entre le clan Toyotomi et Tokugawa Ieyasu.
Sakai a été restaurée en tant que centre commercial important pendant l'époque Edo, mais n'a été impliquée que dans le commerce intérieur en raison de la politique sakoku du shogunat Tokugawa, qui isolait le Japon du monde extérieur. Elle était également connue pour ses brasseries de saké et ses industries de coutellerie. Après l'abandon de la politique d'isolement pendant la période Bakumatsu, Sakai fut le lieu de l'incident de Sakai, impliquant un affrontement entre des marins français et des gendarmes japonais faisant de nombreuses victimes. Lorsque les puissances occidentales exigèrent l'ouverture d'Osaka comme port pour le commerce extérieur, Sakai et Hyōgo furent nommés candidats ; cependant, la proximité de Sakai et la facilité d'accès à Kyoto ainsi que la présence de nombreuses tombes impériales conduisent au choix de Hyōgo.

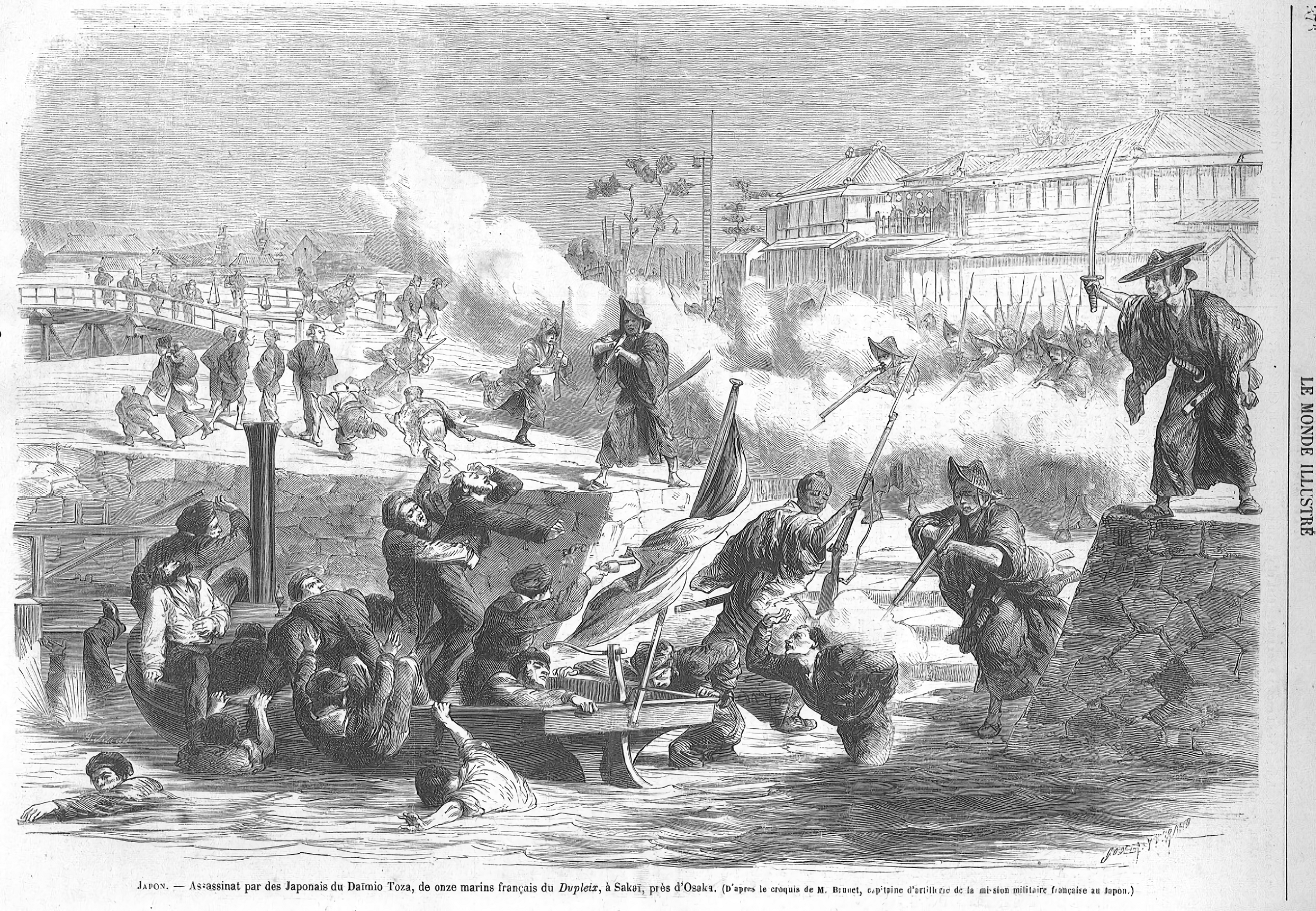
Incident de Sakai.

### Sakai moderne
Après la restauration de Meiji, Sakai a été transformée en un centre industriel faisant partie de la région industrielle de Hanshin, avec des industries centrées sur le textile et la fabrication de briques. De 1876 à 1881, Sakai faisait partie de la préfecture de Nara. Elle obtient son statut de ville le 1er avril 1889, avec la création du système de municipalités moderne. Elle fut l'une des 31 premières villes créées au Japon.
Le typhon Muroto de 1934 a tué plus de 300 personnes à Sakai. Une autre catastrophe majeure s'est produite en 1945, lorsque la ville a été lourdement bombardée à six reprises pendant la Seconde Guerre mondiale, faisant plus de 1 800 morts parmi les civils.
Suivant l'annexion en février 2005 de la ville de Mihara (du district de Minamikawachi), Sakai est devenue une ville désignée en avril 2006, lui donnant une plus grande autodétermination dans les affaires gouvernementales.
En 2010, l'Université du Kansai ouvre le campus de Sakai.

## Patrimoine

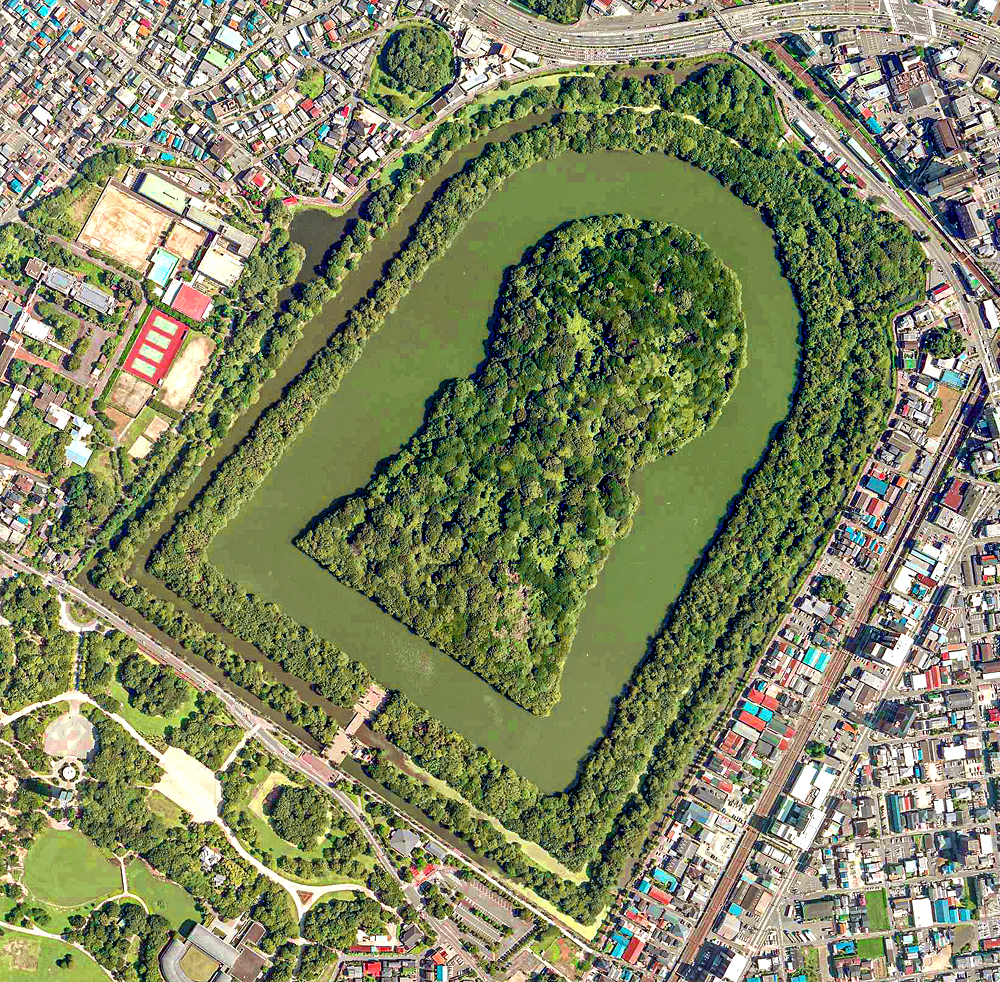
Le kofun de Nintoku.

Le kofun de l'empereur Nintoku (le plus grand de la ville), entouré d'autres kofun plus petits, et le temple Ebara, fondé en 704 par le moine bouddhiste Gyōki, sont situés à Sakai.
L'ancien phare de Sakai est classé site historique du Japon.

## Industries
Sakai possède une longue tradition de production artisanale de tapis, de yukata et de couteaux.
Kura Sushi, une chaîne de restaurant kaitenzushi, a son siège à Sakai.

## Transports
Sakai est desservie par les routes :
- 国道26号 (route nationale 26) ;
- 国道309号 (route nationale 309) ;
- 国道310号 (route nationale 310).

La ville est desservie par de nombreuses lignes ferroviaires :
- la ligne Hanwa de la JR West ;
- les lignes Nankai, Semboku et Kōya de la Nankai ;
- la ligne Midōsuji du métro d'Osaka ;
- la ligne Hankai du tramway d'Osaka.

## Jumelages
- Berkeley, États-Unis, depuis 1967 ;
- Lianyungang, Chine, depuis 1983 ;
- Wellington, Nouvelle-Zélande, depuis 1994.

## Personnes célèbres de Sakai
- Michio Fukuoka (né en 1936), sculpteur
- Gyoki (668-749), bhikkhu (moine bouddhique)
- Ekai Kawaguchi (1866-1945), bhikkhu
- Sen no Rikyū (1522-1591), maître de thé
- Sankichi Sakata (1870-1946), joueur émérite de shōgi[16]
- Akiko Yosano (1878-1942), poétesse, écrivaine et essayiste

## Divers

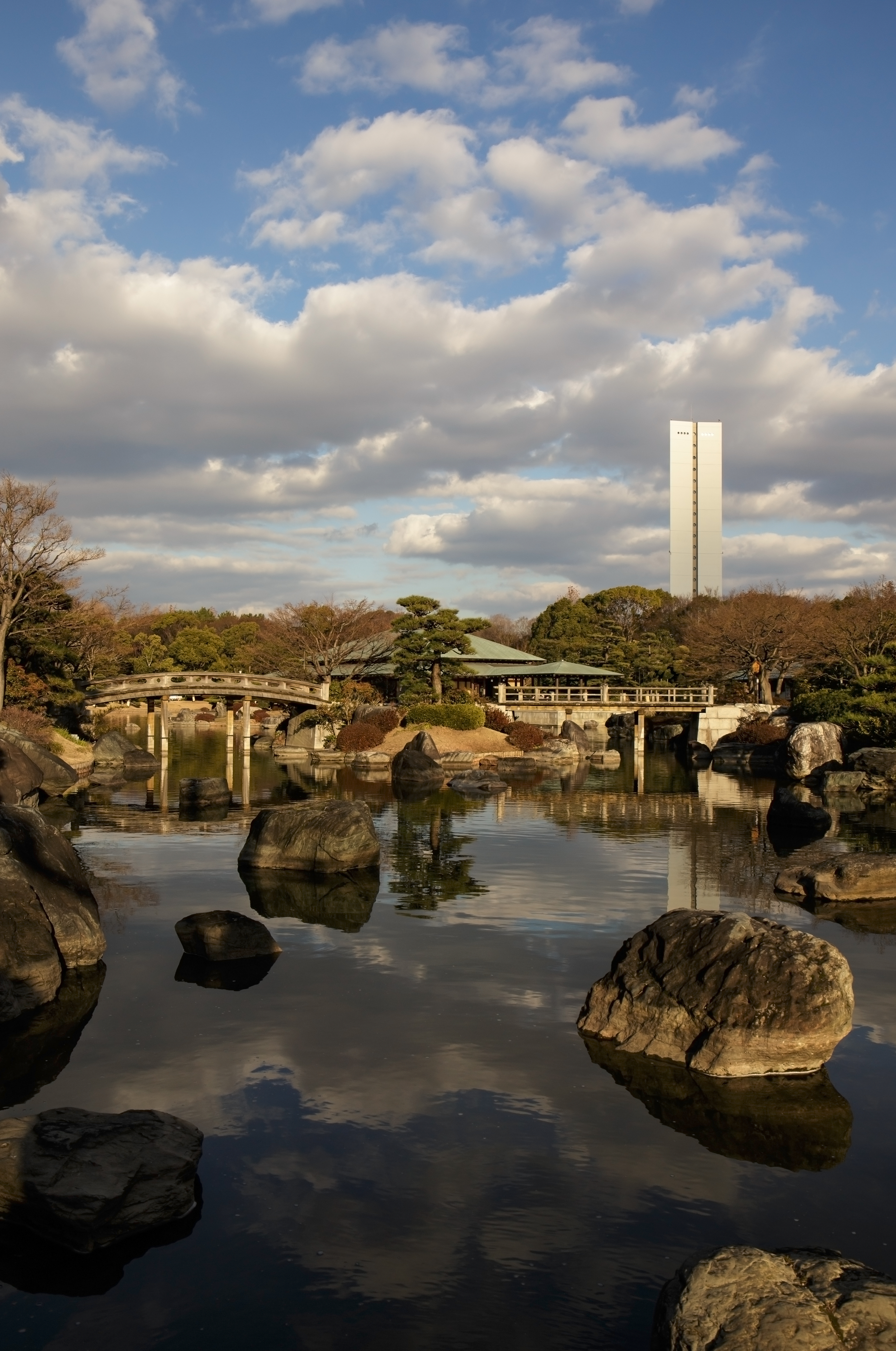
Un étang dans le parc Daisen à Sakai (janvier 2016).

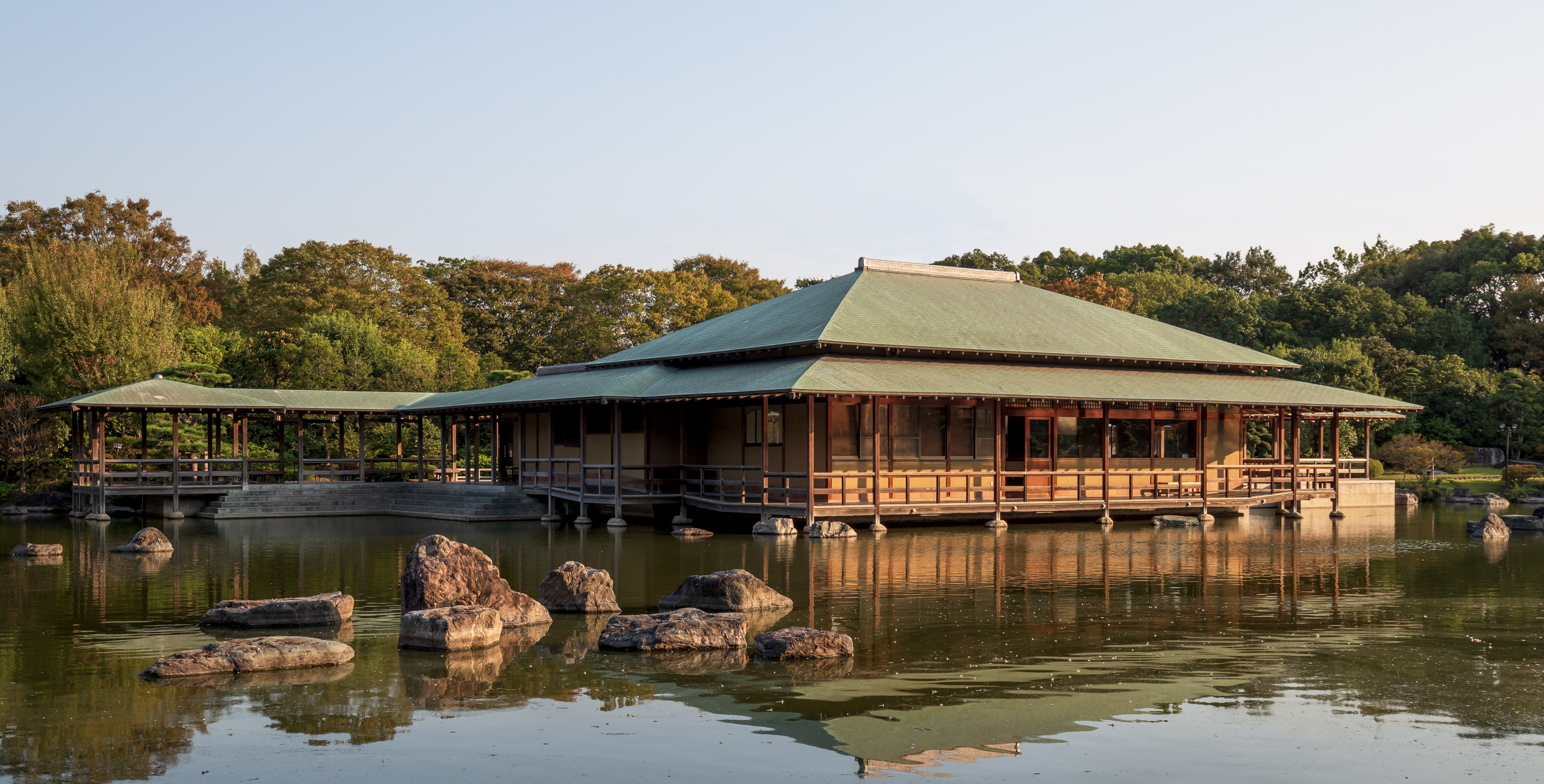
Une maison dans un jardin japonais au parc Daisen à Sakai (octobre 2018).

### Symboles de la ville
Les symboles de la ville sont le saule et l'iris.

### Arrondissements
Sakai est divisée en sept arrondissements :
| Arrondissements | Jap.   | Pop.    | Superficie | Carte |
| --------------- | ------ | ------- | ---------- | ----- |
| Sakai-ku        | 堺区   | 147 945 | 23.69      |       |
| Kita-ku         | 北区   | 158 000 | 15.58      |       |
| Nishi-ku        | 西区   | 135 131 | 28.62      |       |
| Naka-ku         | 中区   | 124 283 | 17.94      |       |
| Higashi-ku      | 東区   | 85 381  | 10.48      |       |
| Mihara-ku       | 美原区 | 39 306  | 13.24      |       |
| Minami-ku       | 南区   | 151 436 | 40.44      |       |